# Castelnau-sur-l'Auvignon
 Castelnau-sur-l'Auvignon  (en occitano Castèthnau d'Auvinhon) es una población y comuna francesa, ubicada en la región de Mediodía-Pirineos, departamento de Gers, en el distrito de Condom y cantón de Condom.

## Demografía
| 179 | 157 | 147 | 148 | 139 | 161 |
| Para los censos de 1962 a 1999 la población legal corresponde a la población sin duplicidades (Fuente: INSEE [Consultar]) |     |     |     |     |     |